# Sakmukuljá
Sakmukuljá är en ort i Mexiko.   Den ligger i kommunen Oxchuc och delstaten Chiapas, i den sydöstra delen av landet, 800 km öster om huvudstaden Mexico City. Sakmukuljá ligger 1 579 meter över havet och antalet invånare är 111.
Terrängen runt Sakmukuljá är lite bergig. Runt Sakmukuljá är det ganska tätbefolkat, med 75 invånare per kvadratkilometer. I omgivningarna runt Sakmukuljá växer i huvudsak städsegrön lövskog.